# الخيمة التقليدية في الصحراء

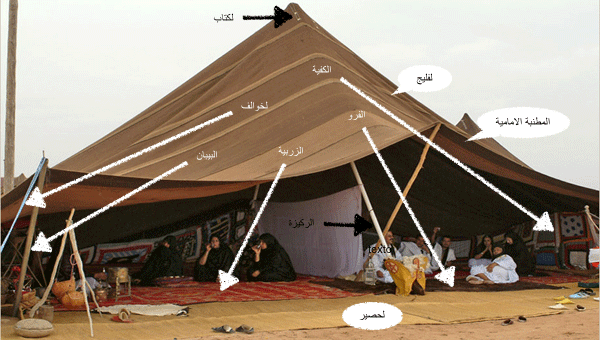
صورة توضح معظم اجزاء الخيمة التقليدية في الصحراء

الخيمة التقليدية في الصحراء هي رمز من رموز التراث الذي ميَّز البدو الرحل وسكان الصحراء وحدد خصوصيتهم، حيث كانت بيتهم الثابت والمتنقل حسب الحاجة والظروف التي يحددها المرعى والمشرب والأمن، كما تمثل الخيمة تجسيدًا للعلاقات الاجتماعية والروابط الأسرية، فخيمة الشخص تعني أسرته اذ يقال «تخيم الشخص» أي تزوج وصار رب بيت.

## وصفها
الخيمة بيت هرمي الشكل منسوج من وبر الإبل وشعر الغنم بطريقة تقليدية، وعلى شكل شرائط تسمَّى محلياً: أفليج وتتكون من 7 إلى 10 أشرطة، يتم جمعها وخياطتها بواسطة إبرة كبيرة تسمى محليا مخيط، وخيط من نفس جنس الخيمة خيط النيرة، ويصل طول كل شريط ما بين 14 و16 ذراعا وعرضه ما بين ذراع ونصف إلى ذراعين. تُرفع الخيمة بواسطة عمودين اركايز، يوضعان على شكل معاكس، ويشد هذين العمودين بعضهما مع بعض بحبل يُسمَّى الْحَمَّارْ، وتُثبَّت الخيمة مع الأرض بأوتاد تسمَّى لخوالف، وتحاط بشكل دائري بواسطة الكفي، وهي مصنوعة في شكل مثلث لتكون قادرة على تحمل العواصف ومنع تسرب مياه الأمطار كما تُقسّم الخيمة إلى قسمين بواسطة البنية قسم خاص بالرجال وآخر للنساء، وقد جرت العادة عَلَى فتح باب الخيمة عَلَى جهة الجنوب الكبلة .
وَرَدَ فِي القرآن الكريم وصف مساكن البدو وأثاثهم وأمتعتهم: ﴿وَاللَّهُ جَعَلَ لَكُمْ مِنْ بُيُوتِكُمْ سَكَنًا وَجَعَلَ لَكُمْ مِنْ جُلُودِ الْأَنْعَامِ بُيُوتًا تَسْتَخِفُّونَهَا يَوْمَ ظَعْنِكُمْ وَيَوْمَ إِقَامَتِكُمْ وَمِنْ أَصْوَافِهَا وَأَوْبَارِهَا وَأَشْعَارِهَا أَثَاثًا وَمَتَاعًا إِلَى حِينٍ ۝٨٠﴾. (سورة النحل، الآية 80).

## مراحل بناء الخيمة

### جمع مكونات الخيمة
- الجزء: يتعاون الرجال على عملية الجزء سواء للإبل أو الغنم وتتم هذه العملية في فصل الربيع المسمى محلياً «تيفسكي» فتستخدم فيها أدوات حادة كالسكاكين و «لمززة» خاصة للضأن وتتم العملية بشكل تنافسي بين الرجال إلى ان تنتهي بجمع حصيلة الجزء وفصلها مصنفة كل على حدة الشعر والصوف والوبر فيختم الجزء الأول من مشاركة الرجال في بناء الخيمة الصحراوية.
- التنقية: تقوم النساء بتنقية حصيلة الجز من الشوائب كالأتربة والحشائش... مستخدمات عصا لينة ورقيقة تدعى «الشعشاعة» أو «المطرك» مع رش بعض الماء من حين لآخر حتى تسكمل عملية التنقية فيترك ليجف.
- التمشيط: يستخدم مشط بأسنان معدنية معد خصيصاً لفصل كرات الصوف والشعر أو الوبر ويسمى ذلك المشط المزدوج محلياً ب «اغرشال» وتنتهي هذه العملية بعد فصل اغلب الشعيرات لتصبح شبه مفردة.
- الغزل: يتم الغزل بلف وفتل الشعيرات لتشكل خيطاً رقيقاً نسبياً على عصا تسمى المغزل مدببة الراسين قريباً من إحدى نهاياتها أداة تمنع صعود الخيط المغزول، وتقوم الغازلة بتدوير العصا بيمنها وتغذي الخيط المفتول بيسرها لتتشكل لفة كبيرة تدعى «الكبة» ثم يجمع خيطي كل لفتين ليشكلا خيطا أكثر سمكاً ومتانة وتستخدم في هذه العملية أداة تدعى «المبرم» ثم يعرض الخيط لعملية جديدة لتقويته تدعى «لمحيط» ثم يغمس في الماء ومن ثم يلف حول وتدين متباعدين ثم توضع عصا وسم الخيط الملفوف وتدار لتبرم الخيوط بشكل قوي...

### نسج أجزاء الخيمة
ـ الفلجة أو لفليج: هو نسيج مستطيل يعد الوحدة الأساسية في الخيمة ويكون طوله حوالي 7 أمتار وعرضه متر عادة وتتم صناعته بحياكة الشعر حول الخيوط المعدة في المرحلة السابقة وهي عملية مجهدة وتتطلب بعض والوقت ويتراوح عدد الفلجة في الخيمة بين 7 إلى 9 بالإضافة إلى اثنين اقل عرضاً يسميان «المطنبات» ويوضعان عند طرفي الخيمة

### جمع أجزاء الخيمة
ـ الخياطة: تجمع الأشرطة المحاكة (الفلجة) بواسطة الخيوط والإبر الكبيرة المسمات "لمخايط" كما توضع "لخراب وهي مثلثات خشبية تربط الخيمة وحبال تثبيتها بالأوتاد ويحدد المنتصف بخيوط بيضاء تدعى "لكتاب"

### البناء والتأثيث
تثبت الأوتاد ويأتي بالركيزتين البالغ طولهما 3 أمتار فتجمعان بقطعة منسوجة من الشعر تدعى "الحمار" ثم يأتي الرجال لرفع الخيمة المتجهة جنوباً في العادة وبد وقوفها بثبات وشدها بالحبال والأوتاد تعمد النساء إلى خياطة " الكفية التي تحيطها من كل الاتجاهات الا الأمامي الذي يرفع بأعمدة تسمى "البيبان"... ثم يأتي دور الأثاث البسيط في الغالب وتفرش بحصائر الحلفاء أو "السمار" كما يعرف باللهجة الحسانية المتداولة في الصحراء وبعض الأفرشة والأغطية الصوفية أو الجلدية ك "لكطيفة" "الحنبل" و"الفرو" إلى غيرها من الأثاث والأدوات المتسمة بالبساطة.

## الخيمة رمز
تجاوزت الخيمة دورها كملجأ للصحراويين من قساوة العيش ، فأضحت مرادفا للكرم والاستقرار و الضيافة والبساطة التي تعكس المروءة والجاه عند أهل الصحراء  كرمز حضاري وموروث ثقافي و إجتماعي،كما أنها جزء لا يتجزأ من الهوية الصحراوية .